# 1879 год в литературе

## Книги
- «Добрый барин» — пьеса Александра Островского.
- «Из дневника познанского учителя» — произведение Генрика Сенкевича.
- «Кукольный дом» — пьеса Генрика Ибсена.
- «Пятьсот миллионов бегумы» — роман Жюля Верна.
- «Сердце не камень» — пьеса Александра Островского.
- «Эпизоды из жизни «искателя» — первый рассказ В. Г. Короленко.
- «Сказки дядюшки Римуса» — произведение Джоэля Чандлера Харриса (первая публикация в газете Atlanta Constitution).
- «Янко-музыкант» — произведение Генрика Сенкевича.
- «Мятежники с „Баунти“» — повесть Жюля Верна.
- «Десять миллионов Рыжего Опоссума. Через всю Австралию» — приключенческий роман Луи Буссенара.

## Родились
- 19 января — Борис Викторович Савинков, русский террорист, социал-демократ, прозаик, публицист, мемуарист (литературный псевдоним — В. Ропшин) (умер в 1925).
- 26 января – Лоде Бакелманс, бельгийский писатель
- 27 января — Павел Петрович Бажов, русский писатель, фольклорист (умер в 1950).
- 11 апреля — Йо́нас Билю́нас, литовский писатель (умер в 1907).
- 1 июня — Хуан Эмилиано О’Лири, — парагвайский поэт и эссеист (умер в 1969).

## Умерли
- 3 марта — Уильям Хоувит (ум. 1879) — английский писатель и историк; муж писательницы Марии (Ботам) Хоувит (англ. Mary Howitt (Botham); 1799—1888).
- 7 мая — Шарль де Костер, бельгийский писатель (родился в 1827).
- 16 октября — Людвиг Адольф Спаш, французский прозаик (род в 1800).
- 16 декабря — Иван Ефимович Флеров (р. 1827), священник Петропавловского собора, магистр богословия, редактор журнала «Дух христианина»[1].
- Фёдор Иванович Заревич, украинский писатель (родился в 1835).